# Kwačchon
Kwačchon (korejsky 과천) je jihokorejské město. Nachází se v severozápadní části území v provincii Kjonggi. Na území o rozloze 35 km² zde žije přibližně 72 000 obyvatel (údaj z roku 2010). Kwačchon spolu s dalšími okolními městy v provincii, s metropolitním městem Inčchon a s hlavním městem Soulem tvoří tzv. Velký Soul, což je metropolitní oblast o rozloze 1 570 km² a s 23 miliony obyvatel. Ve městě se nachází několik turistických atrakcí, např. soulská zoologická zahrada, botanická zahrada, zábavní parky, muzeum současného umění atd.

## Administrativní rozdělení
Město Kwačchon je rozděleno na 6 obvodů zvaných "tong" (동).
- Čung-ang-tong (중앙동)
- Karhjon-tong (갈현동)
- Kwačhon-tong (과천동)
- Munwon-tong (문원동)
- Pjorjang-tong (별양동)
- Purim-tong (부림동)

## Partnerská města
- Airdrie, Kanada (1997)
- Nan-ning, Čínská lidová republika (2005)
- Širahama, Japonsko